# Thomas Haller (Kirchenmusiker)
Thomas Haller (* 23. März 1966 in Nagold) ist ein deutscher Kantor, Organist, Chorleiter, Orgelsachverständiger und Kirchenmusikdirektor.

## Werdegang
Haller wuchs in Bartholomä auf und studierte evangelische Kirchenmusik an der Musikhochschule Hannover, der Norddeutschen Orgelakademie Bunde und der Musikhochschule Stuttgart. Maßgebliche Lehrer waren Ludger Lohmann im Fach Orgel und Dieter Kurz im Bereich Chorleitung. Im Jahr 1995 schloss Haller sein Studium mit dem kirchenmusikalischen A-Examen ab.
Im gleichen Jahr wurde er Bezirkskantor in Schwäbisch Gmünd, seit 1996 ist er Bezirkskantor für den Evangelischen Kirchenbezirk Aalen an der Stadtkirche Aalen. Gleichzeitig übt er das Amt eines Orgelsachverständigen der Evangelischen Landeskirche in Württemberg aus. 2004 erfolgte die Ernennung zum Kirchenmusikdirektor durch Landesbischof Gerhard Maier.
Als Konzertorganist ist Haller Duopartner renommierter Instrumental- und Vokalsolisten.

## Einspielungen (Auswahl)
- „Tromba aalensis“. Johann Konnerth (Trompete) spielt Werke von Johann Sebastian Bach, Antonio Vivaldi und Gottfried August Homilius; Thomas Haller spielt auf den Orgeln der drei großen Kirchen von Aalen (in der Salvatorkirche, Evangelischen Stadtkirche und Marienkirche) – Aufnahme 2006.
- Tromba aalensis 2 – Wachet auf, ruft uns die Stimme. Festliche Musik für zwei Trompeten und Orgel, mit Werken von Bach (BWV 76, 77, 78, 79 und 140), Petronio Franceschini und Antonio Vivaldi, mit Thomas Haller (Orgel), Johann Konnerth und Jörg Günter (Trompeten, Piccolotrompete und Flügelhorn), Aufnahme vom Juli 2007 in der Salvatorkirche (Aalen), Tonstudio Resonanz, LC 00378

## Publikationen (Auswahl)
- Die Rieger-Orgel (1994/95) der Pauluskirche Heidenheim, Brenz; Hrsg.: Evangelische Pauluskirchengemeinde Heidenheim/Brenz, Heidenheim/Brenz 1995
- Die neue Rieger-Orgel der Stadtkirche Aalen 2009; Hrsg.: Evangelische Kirchengemeinde Aalen, Aalen 2009
- Die Orgelmacherfamilie Allgeyer in Wasseralfingen und Hofen, in: Württembergische Blätter für Kirchenmusik, Jahr: 2015, Band: 82, Heft: 1, Seiten: 9–16, ISSN 0177-6487
- Kirchenbezirk Aalen, in: Musik in unserer Kirche. Handbuch der Kirchenmusik in der Evangelischen Landeskirche in Württemberg, Strube-Verlag München 2007, ISBN 978-3-89912-102-5, S. 53–55